# Kennedy (Alabama)
Kennedy is een plaats (town) in de Amerikaanse staat Alabama, en valt bestuurlijk gezien onder Lamar County.

## Demografie
Bij de volkstelling in 2000 werd het aantal inwoners vastgesteld op 541.
In 2006 is het aantal inwoners door het United States Census Bureau geschat op 499, een daling van 42 (-7,8%).

## Geografie
Volgens het United States Census Bureau beslaat de plaats een oppervlakte van
8,0 km², geheel bestaande uit land. Kennedy ligt op ongeveer 88 m boven zeeniveau.

## Plaatsen in de nabije omgeving
De onderstaande figuur toont de plaatsen in een straal van 32 km rond Kennedy.